# Alberto Alessio
Alberto Alessio (Schio, 19 novembre 1872 – Crespano del Grappa, 12 settembre 1944) è stato un matematico ed esperantista italiano, cultore di geodesia operativa e in particolare di gravimetria.

## Biografia
Ufficiale di marina fino al grado di Ammiraglio (in servizio attivo fino al 1932) fu nominato Tenente di Vascello a ventotto anni, nel 1902 si laureò in matematica a Genova. Seguì poi un corso di astronomia e geodesia presso l'Osservatorio di Padova (1903-04). Socio dell’Accademia dei Lincei dal 1935, professore di Geodesia all’Università di Padova (1919-1922), direttore dell’Istituto Idrografico della Marina di Genova (1922-1924), partecipò alla spedizione di Filippo De Filippi, esplorando Himalaya, Karakorum e Turkestan cinese (1913-1914).
Inviato in missione presso l'Istituto geodetico prussiano nel 1907, fece ritorno in Italia nel 1909 e ottenne dapprima la libera docenza in geodesia, quindi la cattedra di astronomia e geodesia presso il Regio Istituto Idrografico di Genova. Fu anche incaricato di geodesia presso l'Università di Torino.

### Esperantista
Venuto a conoscenza dell’esperanto tramite un collega, l’ingegnere idrografico Maurice Rollet de l’Isle della Marina francese, ne divenne un attivissimo fautore con articoli e conferenze, inviando sempre relazioni sui congressi esperantisti al Ministero della Marina. Alla XI riunione della Società italiana per il progresso delle scienze (Trieste, 1921) fece approvare un voto volto a favorire la diffusione dell’esperanto “come mezzo idoneo al facile scambio del pensiero tra persone di nazionalità diversa”.
Nel 1932 fu membro onorario della Cattedra Italiana di Esperanto assieme a Bruno Migliorini.

## Opere
- L'Esperanto nei recenti congressi di Praga (Graz, Trento, Rivista marittima, 1921, X Roma, [1921]. - 9 p.)
- Perché nella Marina non si rida di una cosa seria (Rivista marittima, giugno 1920).
- Relazione sul congresso nazionale di Bologna (Rivista marittima, nov.-dic. 1921).